# MINIX
MINIX – niekomercyjny system uniksopodobny.
Obecnie jest to w pełni funkcjonalny system operacyjny, dostępny na licencji BSD, co umożliwia swobodną (z kilkoma zastrzeżeniami) dystrybucję i modyfikację kodu źródłowego systemu MINIX.

## Historia
Powstał w 1987 na platformę x86. System miał małe wymagania sprzętowe, był uruchamiany na mikrokomputerach PC XT i AT. Późniejsze wersje Miniksa działały również na platformach opartych na procesorze Motorola 68000 (Apple Macintosh, Amiga i Atari ST), a także na stacjach roboczych Suna (SPARC).

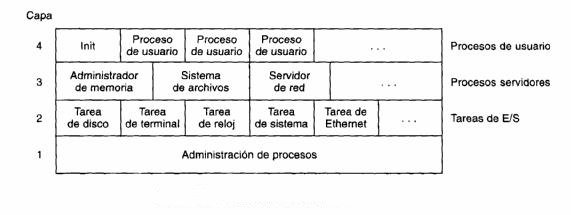
Estructura MINIX

System operacyjny MINIX został napisany przez Andrew Tanenbauma z holenderskiego uniwersytetu Vrije Universiteit w Amsterdamie. Był on dodatkiem do jego książki Operating Systems: Design and Implementation (ISBN 0-13-637331-3). Część kodu źródłowego (12 tys. linii) tego systemu operacyjnego jest umieszczona w tej książce. Większość jest napisana w języku C. Celem autora było stworzenie systemu operacyjnego do celów edukacyjnych. Była to główna funkcja MINIX-a w wersjach 1 i 2, jednak od wersji 3 postawiono przed systemem nowe cele. MINIX 3 ma być wydajnym systemem operacyjnym przeznaczonym m.in. do systemów wbudowanych, zachowując jednocześnie swoją przydatność w edukacji.
MINIX stał się źródłem inspiracji Linusa Torvaldsa do napisania Linuksa. Razem z FreeBSD systemy te stopniowo przyciągnęły rzesze programistów, którzy preferowali pisanie otwartego oprogramowania w otwartym środowisku (mimo bardzo niewielkich opłat licencyjnych za Miniksa).

## MINIX 3
24 października 2005 pojawiła się nowa wersja Minixa – MINIX 3. Jej cechy charakterystyczne to:
- niewielki rozmiar jądra systemu (ok. 3900 wierszy kodu źródłowego)
- modularność
- wysoka niezawodność, elastyczność i bezpieczeństwo
- wielozadaniowość
- niewielkie wymagania sprzętowe
- możliwość zastosowań w tzw. systemach wbudowanych np.:
  - aparatura kontrolno-pomiarowa
  - sprzęt audio-wideo
  - telefony komórkowe

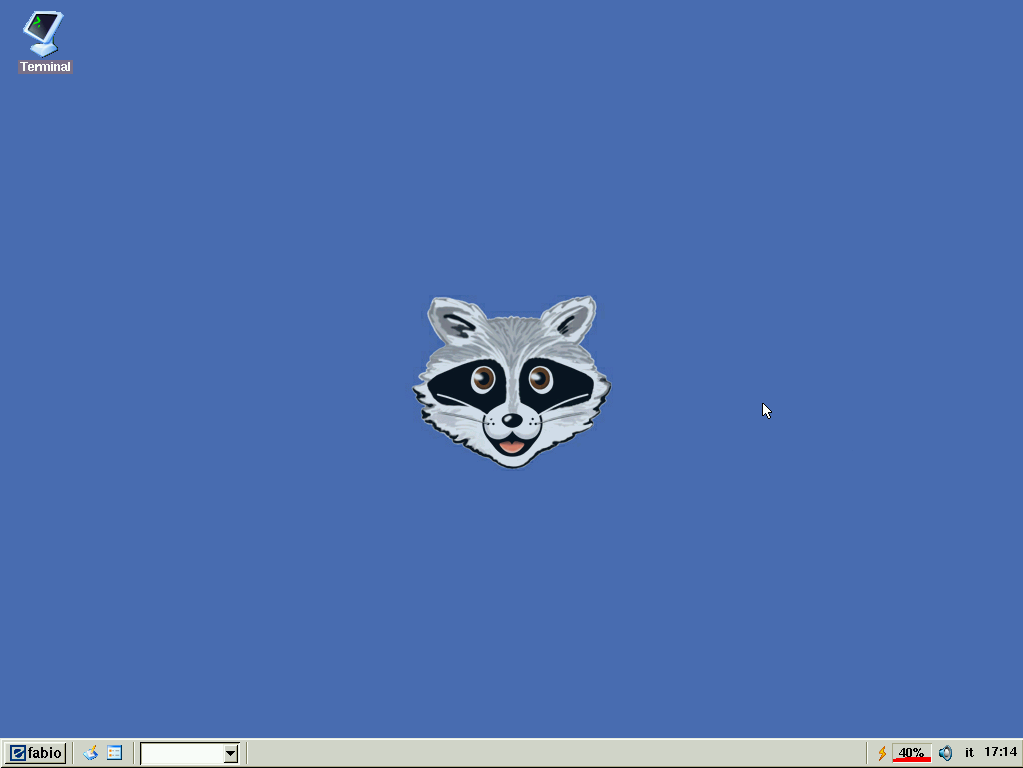
MINIX 3.1.7 running X11 with the EDE
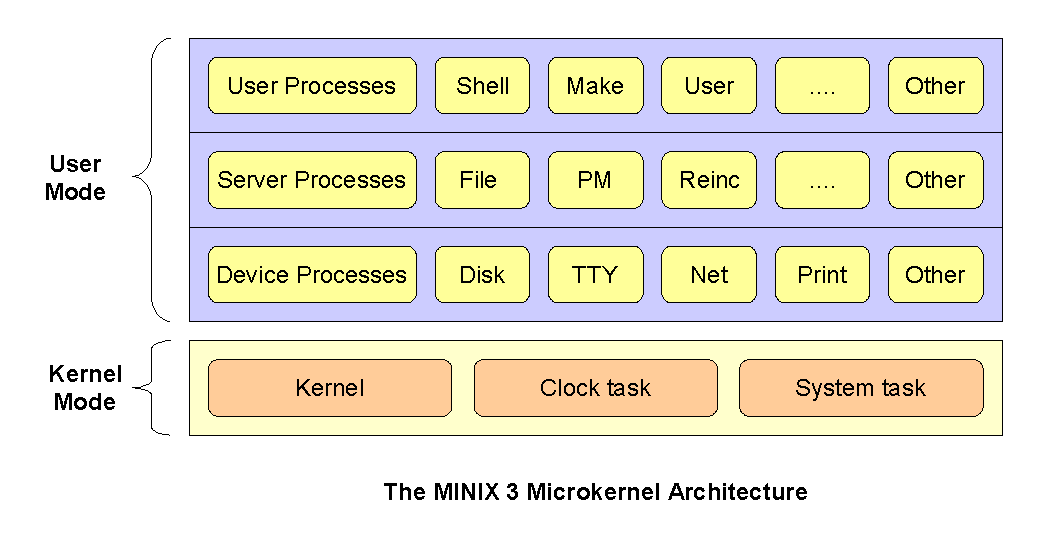
The MINIX 3 Microkernel Architecture
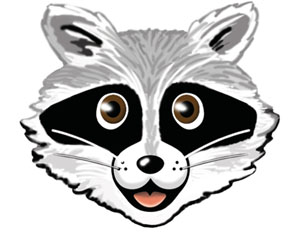
Rocky Raccoon, the mascot of Minix 3.